# Wilber (Nebraska)
Wilber ist eine Stadt (City) mit knapp 2000 Einwohnern und County Seat in Saline County in Nebraska, Vereinigte Staaten.

## Lage
Die Stadt liegt im Süden Nebraskas, an der Kreuzung der Nebraska State Highways 41 und 103, rund 40 Kilometer südwestlich von Lincoln, der Hauptstadt Nebraskas, entfernt.
Etwa zehn Kilometer nordöstlich von Wilber befindet sich das Kernkraftwerk Hallam.

## Geschichte
Die Stadt wurde 1873 gegründet und nach C. D. Wilber benannt. 1878 wurde der Verwaltungssitz des Countys von Pleasant Hill hierher verlegt. Ronald Reagan ernannte am 10. Juli 1987 Wilber zur Czech Capital of the USA.

## Persönlichkeiten
- Robert M. Timm (* 1949), Biologe
- Laurence Wild (1890–1971), Offizier